# Rufus Isaacs
Rufus Daniel Isaacs, 1. markýz z Readingu (Rufus Daniel Isaacs, 1st Marquess of Reading, 1st Earl of Reading, 1st Viscount Reading and Erleigh, 1st Baron Reading) (10. října 1860, Londýn, Anglie – 30. prosince 1935, Londýn, Anglie) byl britský státník, právník a diplomat židovského původu. Zastával vysoké funkce v justici, poté byl místokrálem v Indii (1921-1926) a krátce ministrem zahraničí (1931), v politice patřil k liberálům. Jako prostý občan se vypracoval až k druhému nejvyššímu titulu šlechtické hierarchie, jeho titul markýze (1926) je zároveň posledním markýzátem uděleným mimo královskou rodinu, v tomto ohledu dosáhl také vrcholného postavení jako Žid.

## Životopis

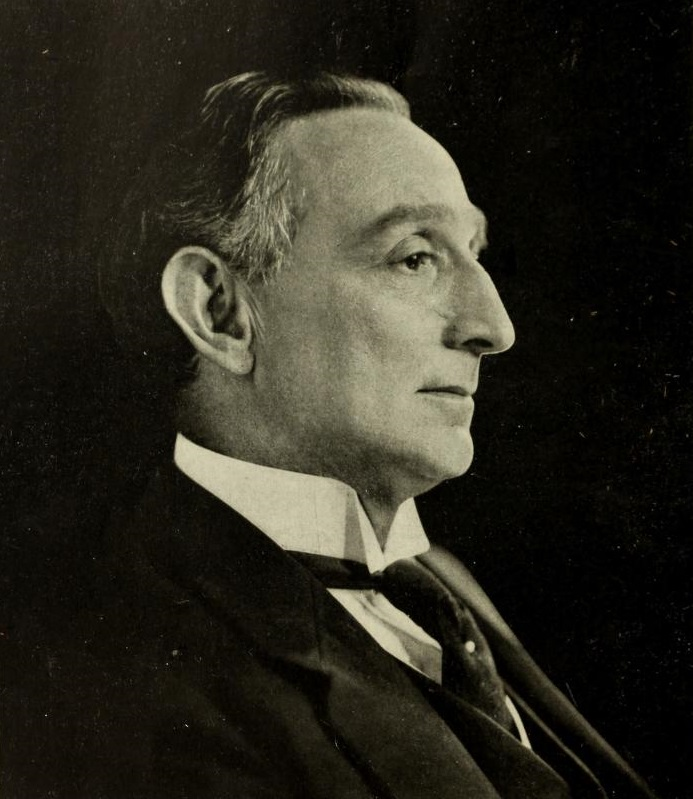
Rufus Isaacs (cca 1918)

Pocházel z židovské obchodnické rodiny, která žila v Anglii od počátku 18. století. Narodil se do početné rodiny Josepha Isaacse (1832-1908), měl devět sourozenců, jeho strýc Sir Henry Isaacs (1830-1909) byl lord mayorem v Londýně (1889-1890). Vystudoval práva a od mládí pracoval pro rodinnou firmu, později se prosadil jako úspěšný právník, od roku 1898 byl královským justičním radou (Queen's Counsel). V letech 1904-1913 byl členem Dolní sněmovny za liberály (v parlamentu zastupoval město Reading, od jehož názvu byly později odvozeny Isaacsovy šlechtické tituly). V roce 1910 byl nejvyšším státním zástupcem (solicitor general), později korunním právním zástupcem (attorney general, 1910-1913), v roce 1910 byl zároveň povýšen do šlechtického stavu s titulem Sir. V roce 1911 byl jmenován členem Tajné rady a od roku 1912 zasedal ve vládě. V letech 1913-1921 byl nejvyšším sudím pro Anglii a Wales. V roce 1914 získal titul barona a vstoupil do Sněmovny lordů. Za první světové války zasedal ve společné britsko-francouzské komisi, která měla za úkol zajistit finanční pomoc ve Spojených státech. Se zvláštním statutem vysokého komisaře působil v roce 1917 v severní Americe, v roce 1918 byl krátce velvyslancem ve Spojených státech. Během první světové války byl postupně povýšen na vikomta (1916) a hraběte (1917).
V letech 1921-1926 byl generálním guvernérem a místokrálem v Indii. Zde původně prosazoval smířlivou politiku, ale nakonec sáhl k represívním opatřením proti národnostním nepokojům a v roce 1922 nechal zatknout Gándhího. Po návratu z Indie byl povýšen na markýze z Readingu (1926). Indickým záležitostem se nadále věnoval z pozice člena Sněmovny lordů a v roce 1935 byl členem komise pro vypracování nového zákona o Indii (Government of India Act). V roce 1931 byl krátce britským ministrem zahraničí, ve Sněmovně lordů pak v letech 1931-1935 vedl frakci liberálů. V letech 1934-1935 zastával čestný post lorda strážce pěti přístavů.
Během své kariéry získal Viktoriin řád (1911) a velkokříž Řádu lázně (1915), v Indii obdržel Řád Indické říše (1921).
Byl dvakrát ženatý, jeho první manželkou byla Alice Edith Cohenová (1866-1930) ze známé židovské rodiny. Po boku manžela se přes své zdravotní problémy aktivně angažovala ve veřejném životě a v charitě, byla nositelkou Řádu britského impéria. Podruhé se oženil v roce 1931 se Stellou Charnaudovou (1894-1971). Dědicem titulů byl jediný syn z prvního manželství Gerald Rufus Isaacs, 2. markýz z Readingu (1889-1960), který v mládí sloužil v armádě a po druhé světové válce zastával funkce na ministerstvu zahraničí.